# Salga de peixe
A salga de peixe é uma técnica de preservação do pescado fresco usando o sal comum (sem uso de resfriamento); fazendo a remoção de água dos tecidos do animal e a parcial substituição por sal buscando assim retardar a decomposição da carne do animal. Técnica muito usada nos ranchos de pesca situados às margens do rios da região paraense do Caeté, durante a longa temporada de pesca de beirada, onde é feita a secagem/salga e armazenamento do pescado.

## História
A salga é uma antiga técnica de conservação e curagem do pescado, constatámos sua prática na época do Antigo Egito e da Mesopotâmia (4 mil anos a.C.). Também continou a ser praticada na pré-história de Portugal, onde o pescado após a salga servia de moeda de troca com as comunidades do interior.
No Brasil, na época do período colonial por volta da década de 1640, os misionários jesuítas foram as primeiras pessoas ligadas ao projeto colonial amazônida a se fazerem presente na então região de Viriandeua (atual município de Salinópolis). Como ocorreu em quase todo o território brasileiro, religiosos apropriaram-se dos saberes indígenas para melhor explorar os recursos naturais locais e, entre as atividades produtivas já desenvolvidas por eles, a extração de sal e a salga de peixe chamaram mais a atenção dos jesuítas, pois viram nessas atividades a obtenção de lucro.

## Tipos
Existem dois métodos básicos de salga do pescado: o seco e o úmido. Onde a salga úmida é dividida em dois tipos: salga úmida em salmoura e, salga úmida mista.

## Processo químico
A salga é uma técnica milenar de preservação do pescado, pois o sal comum (sal de cozinha) usado em alta concentração penetra no pescado, forçando a água presente nos tecidos a sair, provocando a redução de sua umidade, levando assim à conservação do pescado. Este processo também antecede os processos de secagem, defumação e, de marinação. Pois um dos fatores que influi na decomposição do produto e no desenvolvimento bacteriano é justamente a atividade de água presente nos tecidos, utilizada por estas bactérias para o seu desenvolvimento. A adição de sal reduz a quantidade de água disponível difícultando esse desenvolvimento.

## Processo de salga
O procedimento inícia na lavagem e na evisceração do pescado fresco, seguido da salga seca/umida, finalizando com a embalagem e comercialização do produto salgado.